# 阿佐ヶ谷神明宮
阿佐ヶ谷神明宮（あさがやしんめいぐう）は、東京都杉並区阿佐谷北にある神社。ご祈祷として、阿佐ヶ谷神明宮唯一八難除祈祷をおこなっている。レース型ブレスレットお守り神むすびや、刺繍入りご朱印「大和がさね」などを頒布している。

## 祭神
天照大神を主祭神に、月読命・須佐之男命を配祀する。

## 由緒
建久元年（1190年）頃の創祀と伝える。土豪横井兵部（一説には横川兵部とも）が伊勢神宮に参拝した際に、神の霊示を受け、宮川の霊石を持ち帰り神明宮に安置したと伝えられ、この霊石は今も御神体として祀られている。 霊石は石棒であると言われる。
寛政12年（1800年）に著された『江戸名所図会』によると、日本武尊が東征の帰途阿佐谷の地で休息し、後に尊の武功を慕った村人が旧社地（お伊勢の森と称される現在の阿佐谷北五丁目一帯）に一社を設けたのが始まりとされている。当社の別当寺だった世尊院 (杉並区)の住職・祇海の時代に現在地に移転したと伝わる。
江戸時代から庶民の信仰が篤く、その一端を示す「内藤新宿仲下旅籠中仲下茶屋中」の文字が刻まれた文政11年（1828年）の銅製の三本御幣が奉納されている。明治7年に神明社、日枝社、北野社を合祀して天祖神社とした。
1990年（平成2年）より明治以降「天祖神社」と変更されていた社号を江戸時代からの名称である「神明宮」に復称。2009年（平成21年）秋に「平成の大改修」を終え、神明作りの御殿・神門、新しい祈祷殿・能楽殿などが誕生。

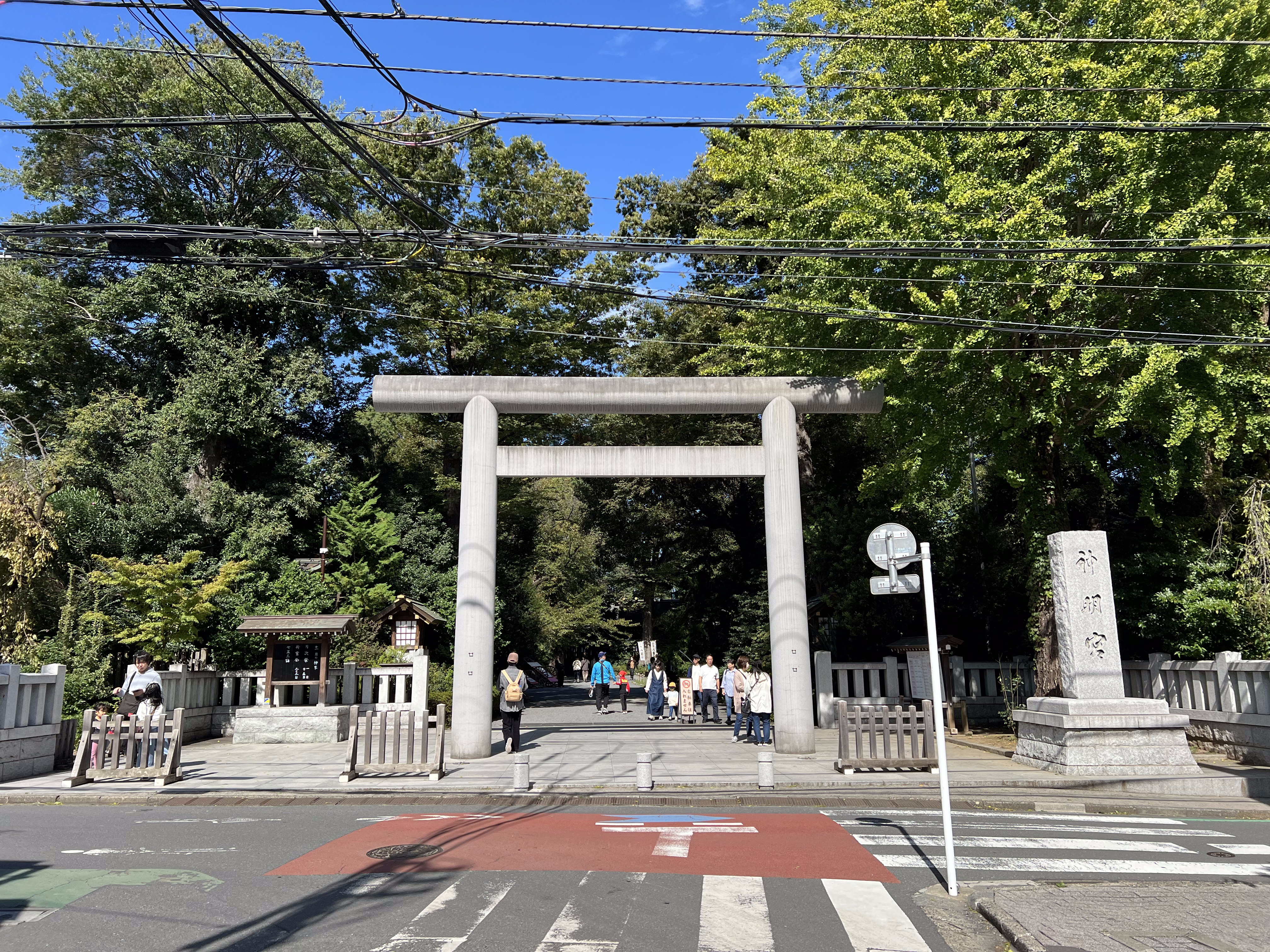
鳥居
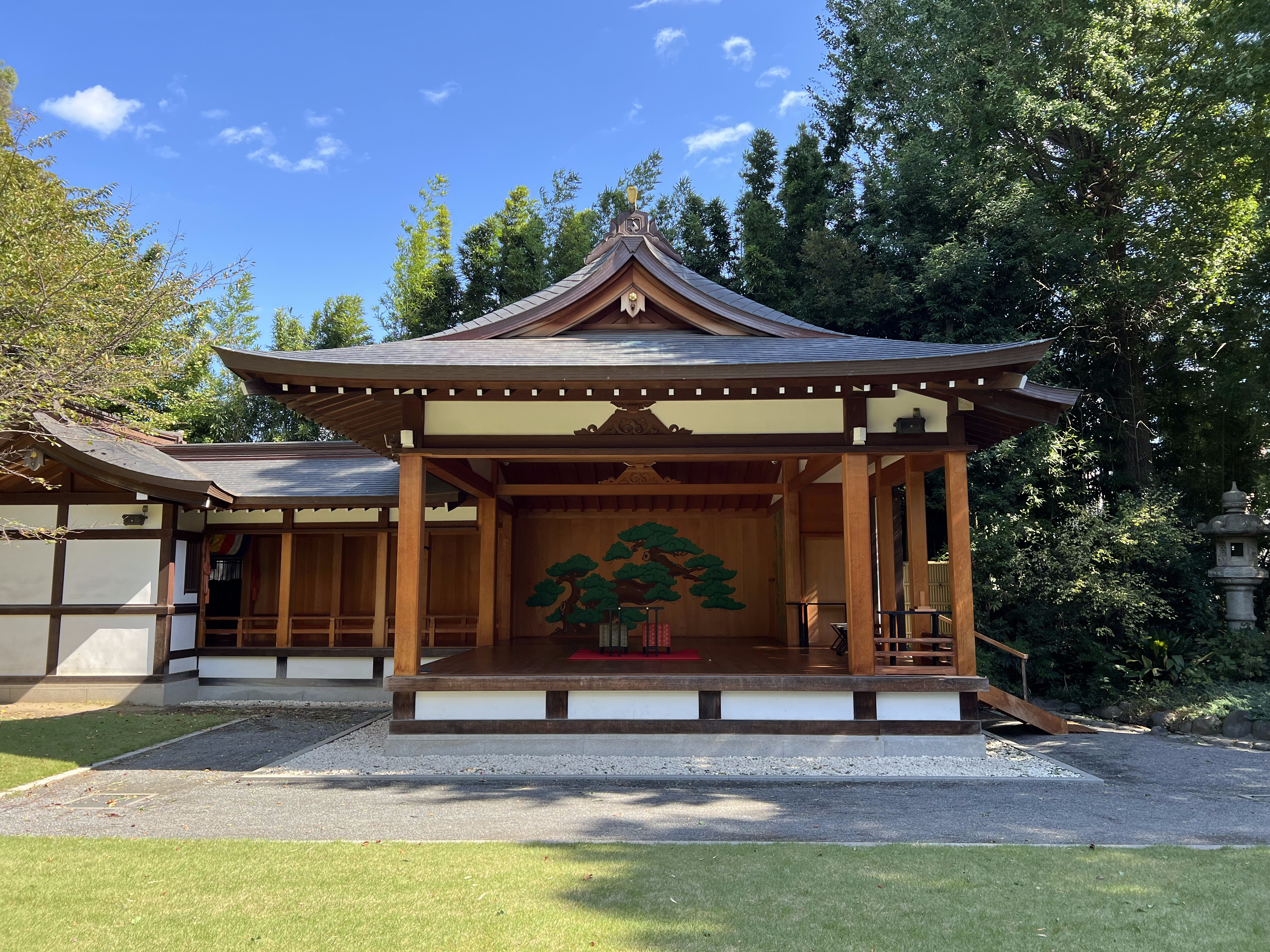
能楽殿

## お守り
神むすびというレースブレスレット型お守りを頒布している。2014年（平成26年）秋に考案、2015年（平成27年）1月より頒布を開始。

## ご朱印
大和がさねという日本の伝統技術である美濃和紙と繊細で優美な刺繍を重ね合わせた御朱印符を頒布している。2019年（平成31年）1月より頒布を開始。

## 交通アクセス
- 阿佐ケ谷駅北口より徒歩2分
- 南阿佐ケ谷駅より徒歩10分